# Reichskommissariat
Il Reichskommissariat (lett. "Commissariato del Reich") è stata la designazione di un ufficio amministrativo della Germania nazista tenuto da un ufficiale del governo conosciuto come Reichskommissar. Anche se diverse entità dell'Impero tedesco e della Germania nazista hanno portato lo stesso nome, questo è comunemente utilizzato per far riferimento alle unità territoriali quasi-coloniali attuate dalla Germania nazista in diversi paesi occupati durante la Seconda guerra mondiale. Anche se non direttamente incorporati nel Reich tedesco, queste entità erano amministrate direttamente per nome e per conto di Adolf Hitler da parte di rappresentanti appartenenti al partito nazista e già occupanti cariche politiche rilevanti nel Reich.
L'introduzione di queste amministrazioni territoriali era finalizzata a diversi scopi. Quelli istituiti o pianificati nell'Europa occidentale e settentrionale erano stati concepiti come una fase transitoria per la futura annessione in una più estesa Germania nazista di altri paesi a cultura germanica non già stati parte della Germania stessa. Quelli invece costituiti nell'est erano principalmente finalizzati per scopi colonialisti e imperialisti, al fine di assicurare il cosiddetto Lebensraum (spazio vitale) per la Germania.
Un'altra differenza tra i Reichskommissariat nord-occidentali e quelli orientali era quella che i primi, sostituendosi solamente agli apparati statali di alto livello dei paesi conquistati, mantenendo in vita quelli di medio e basso livello, ebbero principalmente una funzione di controllo e di indirizzo mentre i secondi si sostituirono completamente agli apparati statali preesistenti.

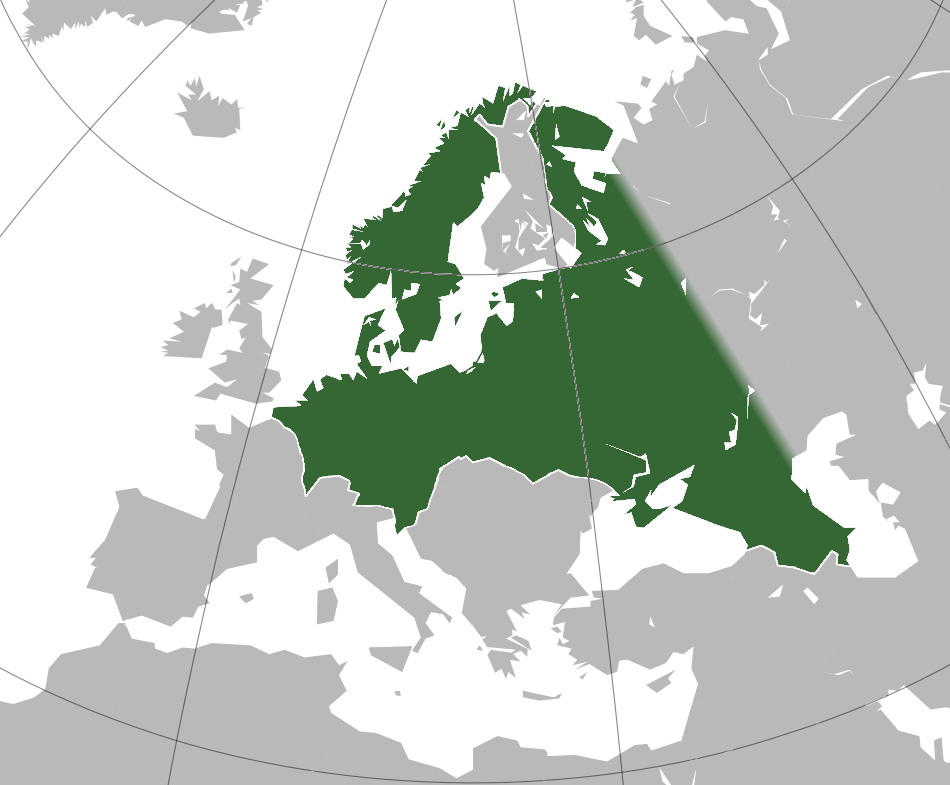
Confini approssimativi del pianificato Grossgermanisches Reich.

Tutte queste entità furono comunque concepite per un'eventuale integrazione in un Grossdeutsches Reich (Grande Reich tedesco) comprendente un'area dell'Europa che andava dal Mare del Nord fino ai monti Urali, della quale la Germania stava formando le basi.

## Europa nord-occidentale
- Reichskommissariat Norwegen (occupazione tedesca della Norvegia); 1940–1945.
- Reichskommissariat Niederlande (occupazione tedesca dei Paesi Bassi); 1940–1945.
- Reichskommissariat Belgien-Nordfrankreich (occupazione tedesca del Belgio e del Nord-Passo di Calais); 1944. Annesso direttamente al Grande Reich tedesco nel dicembre 1944 come nuovo Reichsgau Fiandre, Reichsgau Vallonia e Distretto di Bruxelles. L'annessione fu solo formale dato che a quella data era quasi stata completata la liberazione del Belgio da parte degli Alleati

## Territori sovietici
Nell'estate 1941, l'ideologo nazista Alfred Rosenberg propose di facilitare il collasso dell'Unione Sovietica e, conseguentemente della Russia come entità geografica, attraverso l'amministrazione dei territori sovietici con l'istituzione dei seguenti cinque Reichskommissariat:
- Reichskommissariat Ostland (RKO) (comprendente i Paesi Baltici e la Bielorussia, esteso verso est includendo alcuni territori della Russia occidentale) 1941–1944/45.
- Reichskommissariat Ukraine (RKU) (comprendente l'Ucraina con l'esclusione di Est Galizia, Transnistria rumena e Crimea, esteso verso est fino al Volga); 1941–1944.
  - Generalbezirk Krim (penisola di Crimea); amministrazione civile istituita nell'ottobre del 1941 grazie all'Operazione Barbarossa ed ufficialmente terminata nel 1945 durante l'avanzata sovietica
- Reichskommissariat Moskowien (RKM) (area metropolitana di Mosca ed il resto della Russia europea con l'esclusione della Carelia e della penisola di Cola, promesse alla Finlandia); mai completamente istituito a causa dell'arresto dell'avanzata tedesca tra il 1941 e il 1942.
- Reichskommissariat Kaukasus (RKK) (Russia meridionale e area del Caucaso);  mai completamente istituito a causa dell'arresto dell'avanzata tedesca tra il 1942 e il 1943.
- Reichskommissariat Turkestan (RKT) (territori e repubbliche dell'Asia centrale); mai istituito.

Su richiesta di Hitler il progetto Turkestan fu temporaneamente accantonato da Rosenberg, al quale fu invece ordinato di concentrarsi più sull'Europa. Fu deciso di che l'Asia centrale sarebbe stata un obiettivo futuro per l'espansione tedesca, non appena le truppe tedesche fossero state pronte a muoversi più a est dopo il consolidamento delle posizioni in Russia. Inoltre, la contemporanea istituzione nell'area del Reichskommissariat e della sfera di co-prosperità della Grande Asia orientale da parte del principale alleato della Germania dell'Asse, l'Impero giapponese, sarebbe potuto diventare un grosso problema.
In diversi momenti, fu ipotizzata la creazione di altri Reichskommissariat, tra questi il Reichskommissariat Don-Wolga ed il Reichskommissariat Ural per la zona centrale e meridionale della regione degli Urali.